# Заимцян, Наринэ Агасиевна
Наринэ Агасиевна Заимцян (род. 29 июня 1989) — российская дзюдоистка и самбистка, призёр первенств России по дзюдо среди кадетов, юниоров и молодёжи, бронзовый призёр чемпионата России по дзюдо, мастер спорта России по дзюдо и самбо (2011).

## Карьера
В 2005 году стала бронзовым призёром первенства России по дзюдо среди кадетов. В том же году и в той же возрастной категории стала победительницей II всероссийской Спартакиады школьников, серебряным призёром Кубка Европы и чемпионкой Европы. На следующий год победила на I всероссийской молодёжной Спартакиаде и стала бронзовым призёром первенства России среди юниоров. В 2007 году стала бронзовым призёром взрослого чемпионата страны и победительницей первенства страны среди юниоров. В 2008 году Заимцян заняла на первенстве страны 3-е место, а в 2011 году стала победительницей чемпионата страны среди молодёжи.

## Спортивные результаты
- Первенство России по дзюдо среди кадетов 2005 года — ;
- II Всероссийская Спартакиада школьников 2005 года — ;
- Кубок Европы по дзюдо среди кадетов 2005 года — ;
- Первенство Европы по дзюдо среди кадетов 2005 года — ;
- I Всероссийская молодёжная Спартакиада 2006 года — ;
- Первенство России по дзюдо среди юниоров 2006 года — ;
- Чемпионат России по дзюдо 2007 года — ;
- Первенство России по дзюдо среди юниоров 2007 года — ;
- Первенство России по дзюдо среди юниоров 2008 года — ;
- Первенство России по дзюдо среди молодёжи 2011 года — ;
- Первенство России по самбо среди молодежи 2011 года —